# Crozant
Crozant település Franciaországban, Creuse megyében. Lakosainak száma 433 fő (2022. január 1.). Crozant La Chapelle-Baloue, Fresselines, Lafat, Maison-Feyne, Saint-Sébastien, Éguzon-Chantôme és Saint-Plantaire községekkel határos.

## Népesség
A település népességének változása:
| Lakosok száma | 929  | 732  | 636  | 527  | 464  | 459  | 447  | 439  | 437  | 433  |
|               | 1968 | 1982 | 1990 | 2006 | 2013 | 2015 | 2017 | 2019 | 2020 | 2022 |